# Natan Scharanski

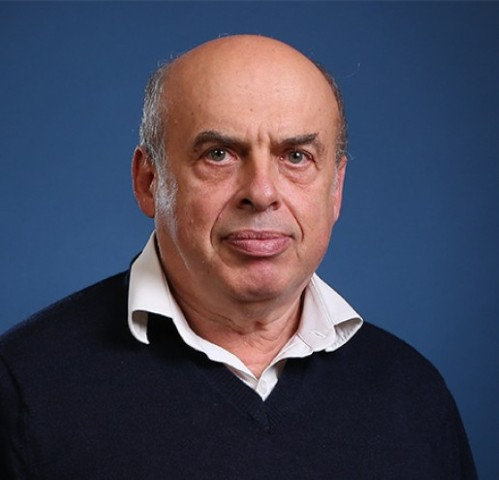
Natan Scharanski (2019)

Natan Scharanski (hebräisch נתן שרנסקי, russisch Натан Щаранский; * 20. Januar 1948 in Stalino, Sowjetunion; heute Donezk, Ukraine), ursprünglich Anatoli Borissowitsch Schtscharanski (Анатолий Борисович Щаранский), ist ein israelischer Politiker und Autor. Weltweit bekannt wurde er in den 1970er-Jahren durch sein Engagement als „Refusenik“ und sowjetischer Dissident. Scharanski war während der kommunistischen Diktatur neun Jahre in einem sibirischen Straflager des Gulag inhaftiert. 
1986 konnte er, vor allem aufgrund von der Bemühungen von Avi Moaz und Ronald Reagan, nach Israel auswandern. Er gründete 1996 die Partei Jisra’el ba-Alija, die die Interessen von Immigranten aus der ehemaligen Sowjetunion vertrat, und 2003 im Likud aufging. Zwischen 1996 und 2005 gehörte er mehrmals der Regierung an, u. a. als Industrie-, Innen- und Wohnungsbauminister sowie stellvertretender Ministerpräsident. Von 2009 bis 2018 war er Vorsitzender der Jewish Agency.

## Leben in der Sowjetunion
Nach seinem Studium am Moskauer Institut für Physik und Technologie erhielt Scharanski ein Diplom in Angewandter Mathematik. Nachdem sein Gesuch um eine Ausreise nach Israel 1973 abgelehnt worden war, arbeitete er als Dolmetscher für den dissidenten Physiker Andrei Sacharow. Daneben war er Aktivist für Menschenrechte, Gründungsmitglied der Moskauer Helsinki-Gruppe und einer der Gründer und Sprecher der „Refusenik“-Bewegung in der Sowjetunion. 
Im März 1977 wurde er verhaftet. Nach einer Anklage wegen Hochverrats und Spionage zugunsten der USA wurde er am 14. Juli 1978 zu 13 Jahren Zwangsarbeit verurteilt. Nach 16 Monaten im Moskauer Lefortowo-Gefängnis verbrachte er neun Jahre im sibirischen Straflager Perm-35 (Пермь-35). Der Prozess gegen Scharanski und die Lage seiner Leidensgenossen in der Sowjetunion weckte das Interesse internationaler Menschenrechtsaktivisten über die Lage der sowjetischen Juden.

## Ausreise nach Israel und politische Karriere

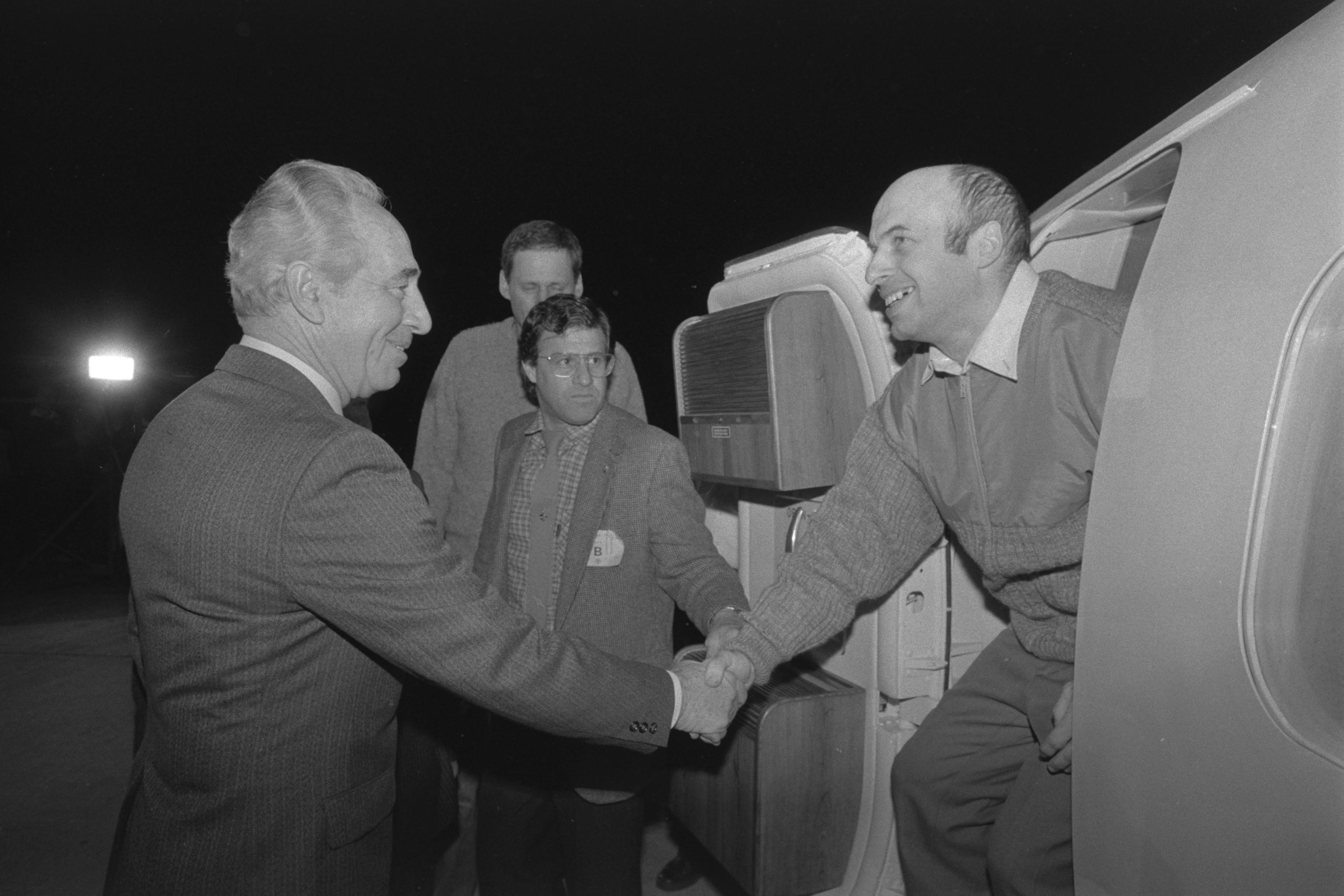
Ministerpräsident Schimon Peres (links) begrüßt Scharanski bei seiner Ankunft am Flughafen Ben Gurion (1986)

1986 wurde er nach Berlin geflogen und im Rahmen eines Agentenaustauschs auf der Glienicker Brücke gegen den sowjetischen Spion Karel Koecher ausgetauscht, worauf er nach Israel auswanderte und seinen Vornamen in Natan änderte. Mit seiner Ehefrau Avital hat er zwei Töchter.
Zusammen mit Juli-Joel Edelstein gründete er 1996 die Partei Jisra’el ba-Alija, die sich für die Immigration von Juden aus der ehemaligen Sowjetunion und deren Integration in die israelische Gesellschaft einsetzte. Im selben Jahr wurde er in die Knesset gewählt. Jisra’el ba-Alija trat der Mitte-rechts-Regierung von Benjamin Netanjahu bei und Scharanski wurde zum Minister für Industrie und Handel ernannt. 

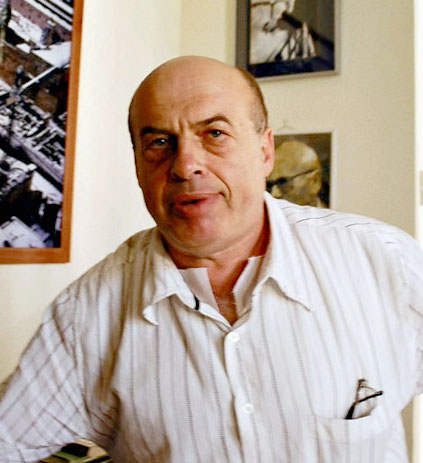
Scharanski im Jahr 2007

Nach der vorgezogenen Neuwahl 1999 wurde er Innenminister in der Regierung von Ehud Barak. Im Juli 2000 zerbrach die Koalition und Scharanski trat zurück. Nach der Wahl Ariel Scharons zum Ministerpräsidenten trat Jisra’el ba-Alija im März 2001 einer Regierung der nationalen Einheit bei, in der Scharanski als stellvertretender Ministerpräsident sowie Minister für Bau und Wohnungswesen amtierte. 
Bei der Parlamentswahl im Januar 2003 erlitt Jisra’el ba-Alija starke Verluste, Scharanski schied aus der Knesset aus. Seine Partei verschmolz daraufhin mit Scharons Likud. Von März 2003 bis Mai 2005 war er Minister im Amt des Ministerpräsidenten, zuständig für Jerusalemer Angelegenheiten, für soziale sowie Diaspora-Fragen, in Scharons zweitem Kabinett. Aus Protest gegen den geplanten israelischen Abzug aus dem Gazastreifen trat er im April 2005 von seinem Amt zurück. Im März 2006 wurde Scharanski als Mitglied der Likud-Fraktion wieder in die Knesset gewählt. Sechs Monate später kündigte er seinen Rückzug aus der Politik an.
Von Juni 2009 bis 2018 war er Vorsitzender der Jewish Agency, die die Verbindungen der jüdischen Diaspora zu Israel fördert und die Einwanderung von Juden nach Israel (Alija) organisiert.

## Kritik
In der Zeitschrift The American Conservative wurde ihm 2005 von Michael C. Desch vorgeworfen, die Menschenrechte, die er als sowjetischer Dissident für sich eingefordert habe, den Palästinensern nicht zubilligen zu wollen. Insbesondere sei zu kritisieren, dass Scharanski von der Palästinensischen Autonomiebehörde eine Demokratisierung als Vorbedingung für Friedensgespräche verlangt, allerdings in den 1990er Jahren die Friedensverhandlungen mit dem autokratisch regierten Jordanien vehement befürwortet habe.
Scharanski hatte zuvor als Innenminister Israels den 3-D-Test für Antisemitismus entwickelt und veröffentlicht – eines der darin zusammengefassten drei Kriterien für Antisemitismus im Zusammenhang mit Israelkritik war „Ungleicher Maßstab“ (engl. „double standard“) bei der Beurteilung von politischen und völkerrechtlichen Fragen. Auch in seinen weiteren Funktionen als Vorsitzender der Jewish Agency kritisierte Scharanski die Anwendung doppelter Standards in der internationalen Politik.

## Ehrungen
- 1986 Congressional Gold Medal

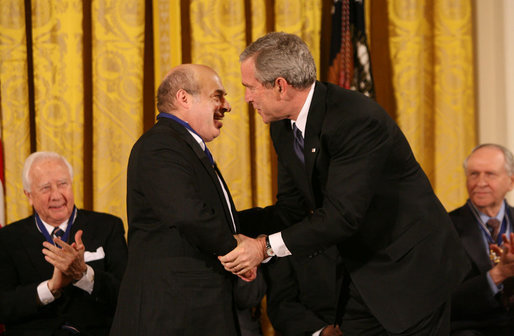
US-Präsident George W. Bush verleiht Scharanski die Presidential Medal of Freedom (2006)

- 2006 Presidential Medal of Freedom, die höchste zivile Auszeichnung der Vereinigten Staaten
- 2020 Genesis-Preis[6]